# 文井駅
文井駅（ムンジョンえき）は大韓民国ソウル特別市松坡区文井洞にある、ソウル交通公社8号線の駅である。駅番号は818。

## 歴史
- 1996年11月23日 - ソウル特別市都市鉄道公社（当時）8号線の駅として開業。
- 2017年5月31日 - ソウル特別市都市鉄道公社とソウルメトロが統合され、ソウル交通公社の駅となる。

## 駅構造

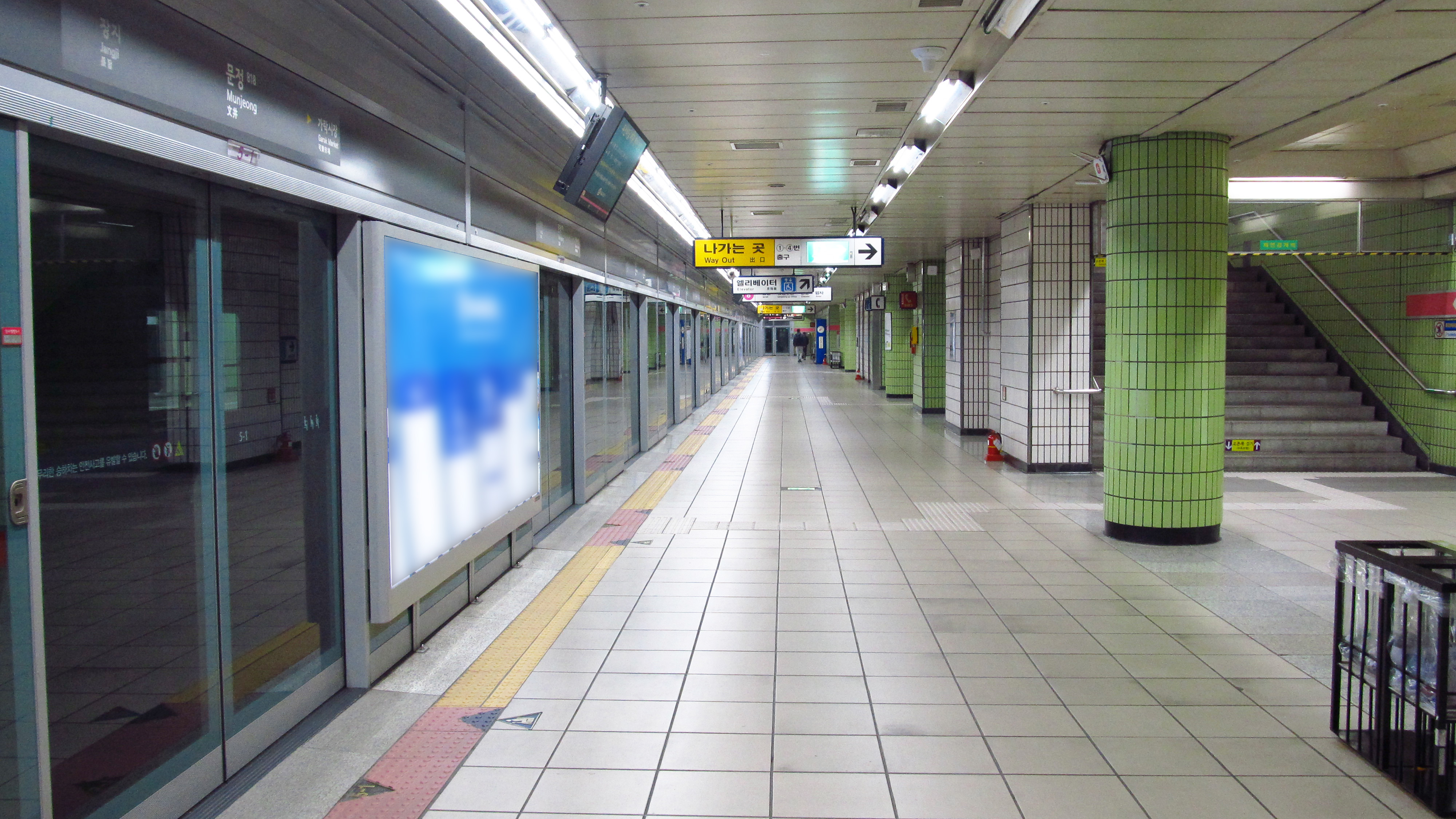
プラットホーム

相対式ホーム2面2線の地下駅。

### のりば
案内上ののりば番号は設定されていない。 
| 上り | 8号線 | 可楽市場・石村・蚕室・岩寺・別内方面     |
| 下り | 8号線 | 長旨・福井・南慰礼・丹垈オゴリ・牡丹方面 |

## 利用状況
近年の一日平均利用人員推移は下記のとおり。
| 路線  | 路線     | 2000年 | 2001年 | 2002年 | 2003年 | 2004年 | 2005年 | 2006年 | 2007年 | 2008年 | 2009年 | 出典  |
| ----- | -------- | ------ | ------ | ------ | ------ | ------ | ------ | ------ | ------ | ------ | ------ | ----- |
| 8号線 | 乗車人員 | 6,079  | 6,510  | 7,095  | 7,169  | 7,196  | 6,883  | 6,507  | 6,237  | 6,207  | 5,850  | [ 1 ] |
| 8号線 | 降車人員 | 5,887  | 6,224  | 6,826  | 6,976  | 7,041  | 6,832  | 6,461  | 6,172  | 6,086  | 5,713  | [ 1 ] |
| 8号線 | 乗降人員 | 11,967 | 12,734 | 13,921 | 14,145 | 14,237 | 13,715 | 12,968 | 12,409 | 12,293 | 11,563 | [ 1 ] |
| 路線  | 路線     | 2010年 | 2011年 | 2012年 | 2013年 | 2014年 | 2015年 |        |        |        |        | [ 1 ] |
| 8号線 | 乗車人員 | 5,787  | 5,485  | 5,392  | 5,450  | 5,647  | 5,917  |        |        |        |        | [ 1 ] |
| 8号線 | 降車人員 | 5,570  | 5,302  | 5,114  | 5,139  | 5,353  | 5,643  |        |        |        |        | [ 1 ] |
| 8号線 | 乗降人員 | 11,357 | 10,787 | 10,506 | 10,589 | 11,000 | 11,560 |        |        |        |        | [ 1 ] |

## 駅周辺
1990年代後半から、駅近くのロデオ通りは、韓国における郊外型アウトレットパークのさきがけとして注目され、外国人観光客も訪れるようになったが、競争相手が増えその地位は大きく低下した。
- 文井1洞住民センター
- 文井洞ロデオ通り
- ソウル文井初等学校
- 文井中学校（朝鮮語版）
- 文井高等学校（朝鮮語版）
- 文井治安センター
- ソウル文徳初等学校
- ソウル東部地方法院
- ソウル東部地方検察庁
- ソウル東部拘置所（朝鮮語版）

## 隣の駅
ソウル交通公社
 8号線
可楽市場駅 (817) - 文井駅 (818) -  長旨駅 (819)